# Rattus feliceus
Rattus feliceus är en däggdjursart som beskrevs av Thomas 1920. Rattus feliceus ingår i släktet råttor, och familjen råttdjur. IUCN kategoriserar arten globalt som nära hotad. Inga underarter finns listade i Catalogue of Life.
Denna råtta förekommer på ön Seram som tillhör Moluckerna. Arten vistas i låglandet och i bergstrakter upp till 1800 meter över havet. Habitatet utgörs av regnskogar, ofta i områden med kalkstensklippor.